# Alan Harper (calciatore)
Alan Harper (Liverpool, 1º novembre 1960) è un dirigente sportivo ed ex calciatore inglese, di ruolo difensore.

## Palmarès

### Club

#### Competizioni nazionali
- Campionato inglese: 2

Everton: 1984-1985, 1986-1987
- Coppa d'Inghilterra: 1

Everton: 1983-1984
- Charity Shield: 4

Everton: 1984, 1985, 1986, 1987

#### Competizioni internazionali
- Coppa delle Coppe: 1

Everton: 1984-1985